# Melligomphus dolus
Melligomphus dolus – gatunek ważki z rodziny gadziogłówkowatych (Gomphidae). Znany tylko z jednego okazu – samicy odłowionej w Pinglan w regionie autonomicznym Kuangsi w południowej części Chin.